# Merzling

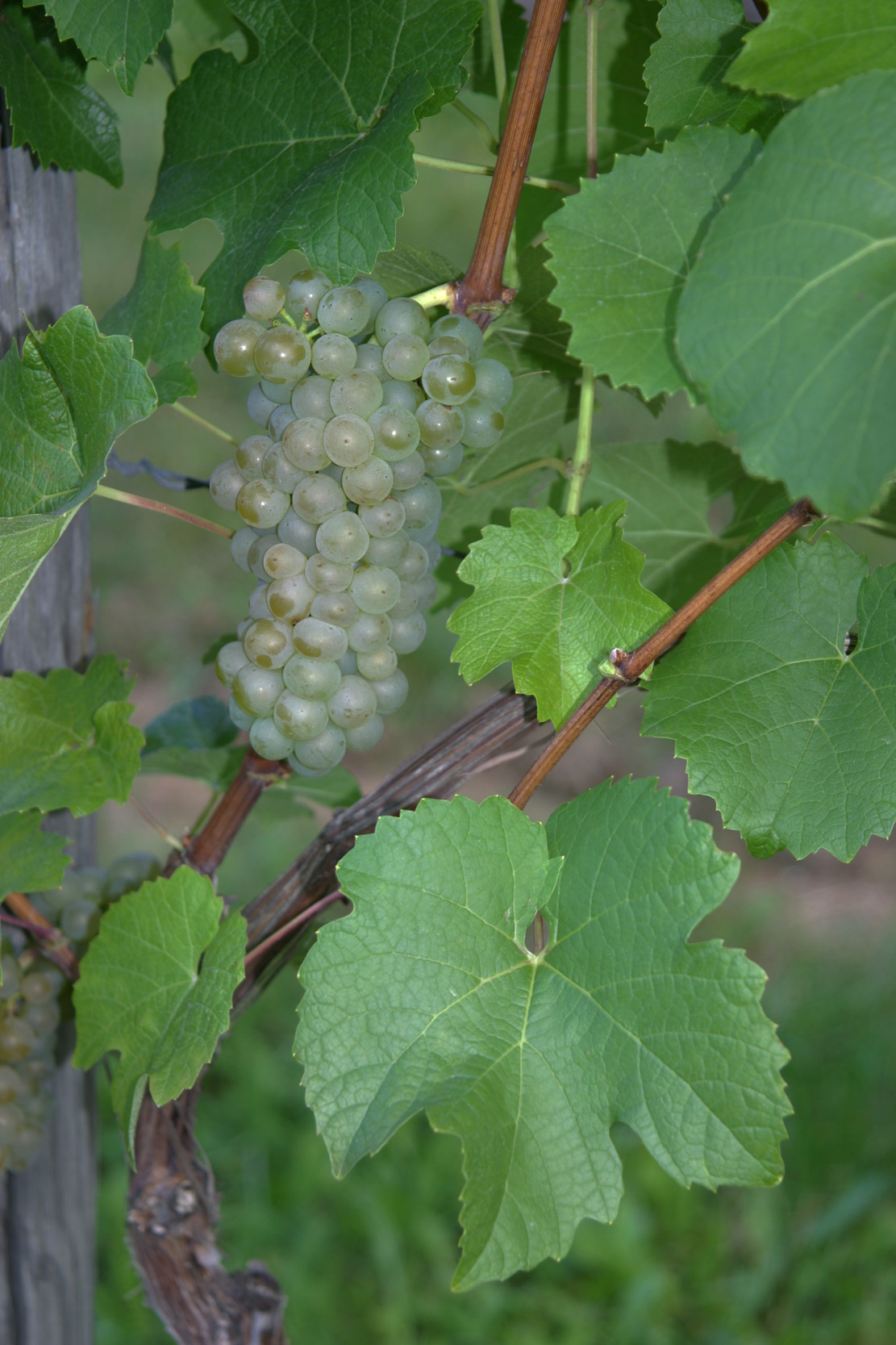
Hrozen a listy odrůdy Merzling

Merzling je středně pozdní, interspecifická moštová odrůda révy (též hybridní odrůda, mezidruhové křížení, PiWi odrůda), která byla vyšlechtěna v Německu roku 1960 křížením odrůd Seyval a Freiburg 379-52.
Genetický profil odrůdy Merzling: 71,9 % Vitis vinifera, 6,2 % V. riparia, 14,1 % V. rupestris, 6,2 % V. berlandieri, 1,6 % V. lincencumii. 
Seyval (Seyval blanc, Seyve-Villard 5-276, S.V. 5276) je interspecifická, raná moštová a stolní odrůda, vyšlechtěná roku 1919 šlechtitelem jménem Bertille Seyve a jeho zetěm Victorem Villardem v Saint-Vallier u Drôme, ve Francii, pro pěstování v chladnějších klimatických podmínkách. Odrůda je pěstována ve Francii, Anglii (roku 1999 na 100 ha, od roku 2002 je to zde nejpěstovanější odrůda), ve Švýcarsku, Brazílii, Kanadě a na východě USA a patří vedle odrůdy Villard Blanc k jedné z nejúspěšnějších a nejpěstovanějších hybridních odrůd vůbec. Předpisy EU ji, tak jako ostatně většinu hybridů, dlouho neumožňovaly pěstovat za účelem výroby jakostních vín, pěstovala se spíše v zahradách a sloužila k produkci stolních hroznů. Teprve dekret z 18. 4. 2008 ji pro vysoký podíl genů Vitis vinifera opět doporučil k pěstování. Byla také úspěšně použita jako partner při křížení raných, odolných odrůd, jako například Cayuga White, Chardonel, Melody, La Crosse, St. Pepin.
Freiburg 379-52 je odrůda původu Vitis vinifera, vyšlechtěná za účelem dalšího šlechtění nových odrůd roku 1952 Johannem Zimmermannem ve Státním vinařském ústavu ve Freiburgu, v Německu, kříženec odrůd Ryzlink rýnský x Rulandské šedé.

## Popis
Réva odrůdy Merzling je jednodomá dřevitá pnoucí liána, dorůstající v kultuře až několika metrů. Kmen tloušťky až několik centimetrů je pokryt světlou borkou, která se loupe v pruzích. Úponky umožňují této rostlině pnout se po pevných předmětech. Růst je středně bujný až bujný, odrůda je charakteristická vzpřímeným růstem letorostů. Vrcholky letorostů jsou otevřené, silně bíle vlnatě ochmýřené, slabě zabarvené antokyaniny, bledě zelené, mladé lístky jsou žlutozelené. Jednoleté réví je žlutavě hnědé až hnědé, čárkované.
Listy jsou středně velké až velké, nečleněné až tří- či vzácněji pětilaločnaté s mělkými výkroji, tmavě zelené. Horní strana listu je kožovitá, spíše hladká až mírně puchýřnatá, spodní jemně plstnatá. Řapíkový výkroj je lyrovitý, nejčastěji překrytý s průsvitem až zcela překrytý, úzce otevřený, někdy lancetovitý, či ve tvaru úzkého „V“, řapík je středně dlouhý, zelené barvy, žilnatina listu je takřka bez pigmentace antokyaniny. Listy zůstávají na podzim dlouho zelené a vydrží na keři často i po prvních mrazech.
Oboupohlavní květy v hroznovitých květenstvích jsou pětičetné, žlutozelené, samosprašné. Plodem je poměrně velká (17 mm, 1–2 g), kulatá, žlutozelená bobule, při přezrání s hnědavým líčkem. Slupka je spíše tenčí, jemná, dužina velmi řídká, šťavnatá, sladké, neutrální chuti. Hrozen je středně velký (100–200 g, v průměru 143 g), úzce kuželovitý, občas s křidélkem, středně hustý až hustý, s krátkou stopkou.

## Původ a rozšíření
Merzling je interspecifická moštová odrůda révy, kříženec odrůd Seyval a Freiburg 379-52 (Ryzlink rýnský x Rulandské šedé). Odrůda byla vyšlechtěna roku 1960 ve Státním vinařském ústavu ve Freiburgu, šlechtitelem byl Johann Zimmermann. Připuštěna k pěstování v Německu byla odrůda roku 1993.
Odrůda je pěstována v Německu, roku 2000 na 6 hektarech a na malých plochách též v Rakousku. Odrůda není zapsána do Státní odrůdové knihy České republiky a není ani odrůdou, povolenou k výrobě zemských vín, nicméně v poslední době se rozšířila i na našich vinohradech, byť je zde velmi vzácným hostem.

## Název
Název odrůdy je odvozen od názvu obce Merzhausen, dnes již čtvrti na jižním okraji města Freiburg im Breisgau, ležící jižně od pozemků SVÚ Freiburg, v německé spolkové zemi Bádensko-Württembersko. Ruské synonymum odrůdy je Мерцлинг, šlechtitelská označení odrůdy byla Freiburg 993-60 či Fr 993-60.

## Kříženci
Odrůda Merzling je pro své vhodné pěstitelské i enologické vlastnosti často používána jako rodičovský komponent při šlechtění dalších nadějných moštových odrůd révy (například Solaris, Bronner, Helios, Cabernet Carbon, Baron, Calastra.

## Pěstování
Růst je středně bujný až bujný se vzpřímenými letorosty, réví dobře vyzrává. Odrůda nevyžaduje příliš intenzívní zelené práce na vinicích. Pro dobrou mrazuodolnost je vhodná i do okrajových vinařských poloh, snese až −23 °C, musí být ale chráněné před jarními mrazíky. Nemá sklon ke sprchávání. Plodnost je vysoká, konstantní, 10–16 t/ha při cukernatosti hroznů 18–23°NM a aciditě 7–11 g/l. Vyhovuje zatížení 35–45 oček na keř, dobře snáší dlouhý i krátký řez, hodí se pro většinu vedení, doporučené jsou podnože T 5C, SO-4, Cr 2.

### Fenologie
Odrůda raší i kvete středně pozdně, současně s odrůdou Müller Thurgau, doba zrání je též středně pozdní, dozrává v polovině až koncem září, jako Müller Thurgau.

### Choroby a škůdci
Odrůda má dobrou odolnost proti plísni révové (Plasmopara viticola), zvýšenou vůči padlí révovému (Uncinula necator), takže při obvyklém průběhu počasí nevyžaduje chemickou ochranu. Jen při silném infekčním tlaku plísně révové (Plasmopara viticola) je třeba ošetřit 1–3 postřiky proti pozdnímu napadení. Odolnost proti plísni šedé (Botrytis cinerea) je nižší až střední.

### Poloha a půdy
Odrůda je citlivější na sucho, proto není vhodná do lehčích, písčitých půd, v příliš teplých polohách na suchých půdách se ve víně může objevit netypická stařinka, vlhké lokality a výživné půdy nejsou také příliš vhodné, hrozny zde víc hnijí.

## Víno
Odrůda poskytuje jemná, harmonická, spíše neutrální bílá vína s lehkým ovocitým aroma, s nižší aciditou. Při degustacích vín na německých státních vinařských šlechtitelských stanicích bylo víno z odrůdy Merzling v průměru všech vzorků o 0,14 bodu horší než víno z odrůdy Müller Thurgau a srovnatelné s víny odrůdy Sylvánské zelené.
Aby se zabránilo projevu netypické stařiny ve vínech se doporučuje regulovat množství sklizně (Merzling je velmi plodná odrůda) a v technologii kvašení pamatovat na dostatečnou dusíkatou výživu kvasinek. V dobrých, teplých polohách a na živiny bohatých půdách může dávat vína až příliš široká, s rušivými tóny v aroma. Při vysokých výnosech a ve špatných ročnících mohou být vína naopak tenká a s travnatými tóny.

### Multimédia
- Ing. Radek Sotolář : Multimediální atlas podnožových, moštových a stolních odrůd révy, Mendelova zemědělská a lesnická universita Brno, zahradnická fakulta v Lednici
- Martin Šimek : Encyklopédie všemožnejch odrůd révy vinné z celýho světa s přihlédnutím k těm, co již ouplně vymizely, 2008–2012